# 土地财政
土地财政是一个通常被用于描述中国大陆地方政府以土地开发获得财政收入的概念，而“土地财政”一词的出处无从考证，亦无严格定义。学术界认为土地财政是指地方政府依靠“经营土地”所获得的财政收入，主要包括两个部分：一是与土地有关的政府的非税收入，如土地租金、土地出让金、新增建设用地有偿使用费等。二是与土地有关的税收，如耕地占用税、房地产和建筑业等的营业税、土地增值税等。截至2020年，土地出让金是政府经营土地所获得的财政收入的绝对主要部分。政府获得的收入则称为土地出让净收益。

## 成因
土地财政的基础是计划经济下的城市土地国有化和农村土地集体化制度。按照现行法律，中华人民共和国政府是中国土地的实质所有者和管理者。个人或组织，仅有拥有房屋的所有权和土地的使用权。在此背景下，“土地财政”成因的研究主要有两方面：一是中国1994年税制改革引起的地方政府财力缺口和财政激励机制错位，二是区域竞争背景下以GDP和地方财政收入为主要指标的地方官员政绩考核机制。有学者认为，中国大陆现有的土地财政制度是在借鉴香港的土地批租制度发展而来。亦有学者对此持否定意见。

### 土地制度
土地财政的制度背景基础是計劃經濟下「三大改造」時期建立起的农村土地集体化制度，即农村土地集体所有，这为中国的地方政府垄断土地一级市场供应创造了条件。
改革开放後，《中华人民共和国宪法》1982年版（八二宪法）规定：“城市的土地属于国家所有。”1986年初版的《土地管理法》第二条规定：“国家为了公共利益的需要，可以依法对集体所有的土地实行征用。”因此，农村集体土地要用于城市开发建设，必须首先国有化。

### 分税制改革
2000年，中国人民大学周业安教授指出分税制改革导致地方政府的财权与事权不匹配，地方政府为了缓解财政困难，不得不实施土地财政行为。2011年，武汉大学卢洪友教授等学者认为“土地财政”行为实则为分税制改革导致地方政府的一种“无奈之举”。

### 地方政府考核机制
2005年，时任香港中文大学教授李宏彬和北京大学助理教授周黎安共同撰文指出：GDP和财政收入为主的政绩考核体制使得地方政府具有实施“土地财政”行为的内在激励。2008年，经济学家张五常出版的《中国经济制度》中指出对地方政府的考核机制促进了地方政府的土地财政行为。

## 正面意义
体制内学者赵燕菁认为，“土地财政”被一些敏感的社会话题绑架，导致形成了成了指责“土地财政”的竞赛，但却鲜有人分析土地财政的内在逻辑。他认为，土地财政帮助形成了中国城市化“最初的信用”，完成了計劃經濟时期未实现的原始积累，使得中国能够超前地建设基础设施，实现了“和平崛起”。因为土地收益本质上属于融资，即用出售土地的收入来投资公共服务，“土地金融”可能是比“土地财政”更准确的说法。

## 负面影响
中国1994年税制改革，特别是1998年住房改革以来，地方政府的土地财政成为推动中国住宅商品化的主要动力，中国大陆的地方政府的发展模式开始以土地开发为中心。土地出让收入占地方政府财政收入的比重不断上升，成为地方政府的 “第二财政”， 导致住房价格持续攀升。同时，土地财政对要求空间的城镇化，但却未必能带来人口的城镇化，因此对城镇化存在扭曲效应。
2010年3月28日到4月1日，中国国家通讯社新华社发表题为《红火景象下的楼市之忧》的新华时评，抨击地方政府的土地财政行为与中国高房价的利益困局。此后，新华社一连5天发表相同主题的 “新华时评”，痛批房价高企的根源在于地方政府的土地财政以及腐败导致的高地价、高房价。2015年，任志强在记者采访时表示“政府把土地作为商品进行买卖，把土地的收益当做非纳入预算的小金库，本身就是我们（中国）制度上的失败。”
赵燕菁认为，虽然土地财政有其意义，但也引发了很多问题。其弊端主要有以下几点：
- 必然导致不动产变成资本品，也就是投资的对象（即金融化）
- 拉大有房者和无房者之间的贫富差距
- 占用大量资源，例如出现“鬼楼”、“鬼城”
- 产生金融风险
- 户籍制度导致“空间的城市化”没有带来“人的城市化”

## 相关数据
| 年份 | 国有土地使用权出让收入（亿元） | 同比增长/下降 | 来源   |
| ---- | ------------------------------ | ------------- | ------ |
| 2013 | 41250                          | +44.6%        | [ 18 ] |
| 2014 | 42606                          | +3.2%         | [ 19 ] |
| 2015 | 32547                          | - 21.4%       | [ 20 ] |
| 2016 | 37457                          | +15.1%        | [ 21 ] |
| 2017 | 52059                          | +40.7%        | [ 22 ] |
| 2018 | 65096                          | +25.0%        | [ 23 ] |
| 2019 | 74209                          | +11.4%        | [ 24 ] |
| 2020 | 84142                          | +15.9%        | [ 25 ] |
| 2021 | 87051                          | +3.5%         | [ 26 ] |
| 2022 | 66854                          | - 23.3%       | [ 27 ] |
| 2023 | 57996                          | - 13.24%      | [ 28 ] |
| 2024 | 50812                          | - 8.6%        | [ 29 ] |